# Le Jeu du Maître
Le Jeu du Maître (titre original : The Mortality Doctrine) est une série littéraire écrite par James Dashner. Ce cycle a été publié aux États-Unis entre 2013 et 2015 puis est paru en France entre 2016 et 2017. Il est composé de trois tomes : La Partie infinie, La Révolution et Fin de partie.

## Résumé

### La Partie infinie
Michael passe son temps sur le VirtNet comme tous les jeunes, aimant surtout le piratage. Il découvre alors qu'il y a un sérieux problème lorsque Tanya, une jeune femme, se suicide du Golden Gate Bridge en enlevant son noyau (la puce qui permet de discerner le jeu du réel). Mais avant de mourir, elle énonce que sa mort n'est qu'une conséquence des actions de Kaine.
Michael est contacté par la suite par la VNS (la VirtNet Security) afin d'enquêter sur Kaine avec ses amis pirates, Bryson et Sarah. Ils commencent donc à enquêter mais l'intéressé les menace de détruire le monde s'ils continuent leur mission. Mais les trois pirates ne veulent pas abandonner et continuent leurs recherches.
Ils sont conseillés d'aller voir Ronika, la gérante du Noir & Bleu, un club de nuit pour adultes très prisé. Après un petit tour de passe-passe avec les videurs, ils parviennent à rencontrer Ronika qui leur livre des nouvelles sur Kaine. Ce dernier se trouverait dans la Ravine Sacrée, un monde ultraperfectionné et protégé, uniquement accessible depuis le Sentier, lui-même trouvable à partir du jeu de guerre, Devils of Destruction.
Mais des AssaSims, bêtes sauvages créées par Kaine, les ont attaqués et Ronika meurt alors que les trois amis s'enfuient. Ronika est donc effacée du monde du VirtNet et doit donc recommencer sa vie virtuelle depuis le début. Michael, lui, est atteint de migraines après une légère attaque d'un AssaSims. Plus tard, il apprend que la directrice du Noir & Bleu est dans le coma après un court-circuit dans son cercueil (boîte dans laquelle s'insèrent les joueurs afin de se rendre dans le VirtNet).
Sarah, Bryson et Michael veulent se rendre dans Devils of Destruction, mais le jeu est RAA (Réservé Aux Adultes) et ils doivent ruser pour pouvoir passer. Une fois rentrés, ils découvrent une scène de carnage glauque où tout le monde s'entretue sans pitié. Ils parviennent quand même à trouver le portail malgré les nombreuses morts dans le jeu. Mais Michael est repris de violentes crises dues à l'AssaSims et entend une voix lui dire :
« Tu t'en sors très bien, Michael. »
Les trois amis se retrouvent dans un labyrinthe plongé dans le noir avant de débarquer sur un disque flottant. Au milieu, se trouve une vieille dame sur un rocking-chair, la Sacoche. Elle leur annonce que s'ils meurent dans la Ravine Sacrée, ils n'ont quasiment aucune chance de pouvoir y retourner. Elle leur pose ensuite une énigme afin de trouver la Ravine Sacrée :

« Avant de choisir l'heure fatidique,
Prenez soin de vous figurer la tour droite
.Mais gardez-vous de partir trop vite,
Contemplez d'abord la lune sombre et vide. »

Mais la Sacoche disparait et le disque se disloque. Ils prennent finalement le portail de dix heures (la tour décrivait un 1 et la lune, un 0).
Les trois amis se retrouvent dans un couloir sans fin et Michael entend encore la même voix lui dire qu'il progresse bien. Après plusieurs heures, ils trouvent une sortie en cassant un mur mais se font engloutir par le sable et se retrouvent dans un très long escalier. Après quelques heures de descente, ils finissent par s'endormir et Michael se rend compte qu'il ne sait plus depuis quand il n'a pas vu ses parents.
Trouvant finalement une porte, ils débarquent dans un couloir de zombies qui ne bougent que lorsque les 3 amis font des mouvements brusques. Bryson se demande si Kaine n'est finalement pas une Tangente, un programme créé par l'humain pour servir l'humanité. Mais ce dernier se fait tuer par les zombies.
Sarah et Michael débarquent dans la forêt de Slake, qui n'est autre que le célèbre joueur disparu, Gunner Skale. Il leur apprend que Kaine est réellement une Tangente. Mais Skale veut que les démons des animaux tuent les deux pirates afin de les renvoyer dans la Veille, la vie réelle, et ne pas être piégé comme lui dans la forêt. Mais Sarah et Michael s'enfuient dans une chapelle, qui couvre le portail amenant dans la suite du Sentier. Une bataille s'engage entre les démons et les amis retrouvés. Mais Sarah exploite une faille dans l'autel de la chapelle et ils parviennent à s'échapper.
Michael et Sarah se retrouvent dans un volcan et suivent le chemin du Sentier. Un rapprochement s'opère entre les deux mais Sarah est tuée par de la lave. Michael continue, seul, le chemin amenant à Kaine et se retrouve dans une pièce blanche avec un homme en argent. Celui-ci lui annonce que s'il meurt à partir de cet endroit, il mourra dans la vie réelle. Son Noyau est donc détruit. Michael continue, malgré la destruction du Noyau, vers la Ravine Sacrée.
Il débarque dans un désert et entre dans une cabane. Il se retrouve donc au repaire de Kaine lors d'une réunion. Michael apprend, sans le comprendre, que la Doctrine de Mortalité permet aux Tangentes d'avoir enfin un corps humain. Michael tente de s'enfuir après s'être fait repérer et les agents de la VNS engagent un combat contre les hommes de Kaine. Michael s'enfuit mais se fait rattraper par la suite par un homme de Kaine. Ce dernier lui annonce que Michael a réussi le test qu'il lui a préparé. Michael s'enfuit, énervé contre Kaine, à la recherche de la VNS pour l'arrêter. Sauf que des AssaSims débarquent et attaquent la VNS tandis que Michael les contrôlent. Finalement, une migraine le reprend et tout disparaît.
Michael se réveille dans un corps inconnu, tout comme l'appartement dans lequel il est. Il apprend par un message de Kaine qu'il est le premier à avoir réussi la Doctrine de Mortalité et que les AssaSims ne servaient qu'à tuer les personnes dont le corps allait être remplacé. Michael n'était donc qu'une Tangente vivant au Lifeblood Deep, un niveau lui semblant accessible alors qu'il y a vécu toute sa vie. L'agent Weber va le voir pour lui annoncer qu'elle savait tout sur lui et que ses amis sont vivants. Mais ses parents, eux, et Helga ont réellement disparu.